# Isanti (Minnesota)
Isanti – miasto w Stanach Zjednoczonych, w stanie Minnesota, w hrabstwie Isanti.